# Nadir Rustamli
Nadir Rashid oghlu Rustamli  (født 8. juli 1999) er en aserbajdsjansk sanger. Han  repræsenterede Aserbajdsjan ved Eurovision Song Contest 2022 i Torino med sangen "Fade to Black" og kom på en 16. plads i finalen. Han vandt også sæson 2 af den aserbajdsjanske udgave af The Voice.